# Csáky Gusztáv
Gróf köröszsegi és adorjáni Csáky Gusztáv (Szepessümeg, 1883. május 30.–Klagenfurt, 1964. augusztus 24.), a lőcsei kerület országgyűlési képviselője, földbirtokos.

## Élete
A gróf Csáky család sarja. Apja gróf Csáky Vidor (1850–1932), Szepes vármegye örökös és valóságos főispánja, valóságos belső titkos tanácsos, nagybirtokos, anyja gróf Anna von Normann-Ehrenfels (1854–1927). Az apai nagyszülei gróf Csáky Ágoston (1803–1883), Szepes vármegye örökös és valóságos főispánja, földbirtokos, és báró tótprónai és blatniczai Prónay Iphigenia (1807–1874) voltak. Az anyai nagyszülei gróf Konstantin von Normann-Ehrenfels (1818–1882) és Maria Josepha Hilleprand von Prandau (1828–1891) voltak.
Középiskoláit Pozsonyban, a jogot Budapesten és Kolozsváron végezte, ahol államtudományi doktorátust tett. önkéntesi évét a j.v dragonyosezredben szolgálta le; majd a 6. dragonyosezred tartalékos hadnagyaa. 1906-ban nagyobb tanulmányútat tett külföldön, azután a külügyminisztériumba lépett be és másfél évig Szerbiában diplomáciai attasé volt. 1908-ban kilépett a külügyminisztériumból. Az 1910-i általános választásokon a lőcsei kerületet nemzeti munkapárti programmal a Justh-párttól elhódította. A kérvényi bizottság tagja.

## Házasságai és leszármazottjai
Az első feleségét az előkelő dunántúli nemesi származású barkóci Rosty családból való barkóci Rosty Marietta (Gács, 1887. május 3.–Rum, 1920. július 14.) palotahölgy kisasszonyt Budapesten, 1908. november 24-én vette el; a menyasszonynak a szülei barkóci Rosty Flórián (1845–1894), császári és királyi kamarás, követségi tanácsos, és gróf gyimesi és gácsi Forgách Ilona (1862–1945) asszony voltak. Az apai nagyszülei barkóci Rosty Zsigmond (1811–1875), ügyvéd, író, Fejér megye aljegyzője, 184/49-i honvéd főhadnagy, földbirtokos, és Birly Leopoldina (1821–1881) voltak. Az anyai nagyszülei gróf Forgách Antal (1819–1885), a Kassai kerület főispánja, valóságos belső titkos tanácsos, Csehország helytartója, főkancellár, országgyűlési képviselő, földbirtokos és Ederer Florentina (1843–1922) voltak. A frigyéből nem származott gyermeke.
Első neje halála után 1926. április 17-én vette el Valpón az elsőfokú unokatestvérét gróf Veronica von Normann-Ehrenfels (*Valpó, 1901. június 26.–Klagenfurt, 1983. október 19.) kisasszonyt, akinek a szülei gróf Joseph von Normann-Ehrenfels (1857–1942) és Julianna Antonia von Vest (1868–1959) voltak. Az apai nagyszülei gróf Konstantin von Normann-Ehrenfels (1818–1882) és Maria Josepha Hilleprand von Prandau (1828–1891) voltak. A második házasságából származott:
- gróf Csáky Krisztina Maria-Anna (Lőcse, 1927. szeptember 18.). Férje: Gaetano Rizzuto
- gróf Csáky Gusztáv Mária Rudolf Vidor (Lőcse, 1930. október 30.)
- gróf Csáky Zsuzsanna Mária Julianna (Lőcse, 1932. december 20.)
- gróf Csáky Móric Mária Rudolf József (Lőcse, 1936. április 3.). Neje: báró Eva Marina von Loebenstein